# Ильинское (Киевская область)
Ильинское (укр. Іллінське) — село, входит в Згуровскую поселковую общину Броварского района Киевской области Украины. До 2020 года входило в состав Згуровского района.
Население по переписи 2001 года составляло 52 человека. Почтовый индекс — 07631. Телефонный код — 4570. Занимает площадь 0,519 км². Код КОАТУУ — 3221986403.

## Местный совет
07631, Київська обл., Згурівський р-н, с. Турівка, вул. Київська, 15 (укр.)